# کلیسای کاتارینه
کلیسای کاتارینه مربوط به دوره صفوی است و در اصفهان، جلفا، محله چهارسو، خیابان خاقانی، کوچه رامین واقع شده و این اثر در تاریخ ۱۰ خرداد ۱۳۸۲ با شمارهٔ ثبت ۹۰۹۰ به‌عنوان یکی از آثار ملی ایران به ثبت رسیده‌است.

## تاریخ
کلیسای کاتارینه مقدس در محلهی چهارسو و در همسایگی کلیسای هواننس مگردیچ مقدس واقع شده‌است. این کلیسا را «خواجه یقیازار لازاریان» از بازرگانان جلفای اصفهان در سال ۱۶۲۳ میلادی برای خواهران راهبه ساخت. این بنا اولین کلیسا مخصوص خواهران راهبه در ایران است که در زمان فعالیتش تعداد راهبه‌های آن به ۳۲ تن می‌رسید، اما پس از فوت آخرین راهبه در سال ۱۹۵۴ میلادی به فعالیت خود خاتمه داد.

## معماری کلیسا
پلان مستطیل شکل کلیسای دیر با ابعاد ۹ * ۵/۶ متر در جهت شرقی-غربی قرار گرفته و دارای یک گنبد کوچک قوسی شکل و یک گنبد بزرگتر با هشت نورگیر است گنبدها و سقف بنا با قوس‌هایی بر روی ستون‌های پهن متصل به دیوارهای داخلی ساختمان قرار گرفته‌اند.
فضای داخلی کلیسا از سه بخش مرتبط به یکدیگر تشکیل شده که بخش شرقی محراب کلیساست. ناقوس خانه کلیسا نیز در سمت غربی بنا و در بالای ورودی اصلی قرار گرفته است.
مصالح به کار رفته در ساختمان عبارت اند از آجر و خشت. دیوارهای داخلی بنا با گچ پوشانده شده‌اند و در قسمت محراب نقاشی‌هایی با موضاعات مذهبی ترسیم شده. در ایوان غربی کلیسا هنوز چوبی که به جای ناقوس استفاده می‌شده (کوچناک) آویزان است.

## عکس
- عکس از حیاط کلیسا
- عکس از فضای داخلی کلیسا[پیوند مرده]